# Kadeem Coleby
Kadeem D'Arby Coleby (Nasáu; 8 de noviembre de 1989) es un jugador de baloncesto bahameño que mide 2,06 metros y actualmente juega de pívot en el Club Baloncesto Lucentum Alicante de la liga LEB Oro de España. Es internacional con la Selección de baloncesto de Bahamas. Es hermano del también baloncestista Dwight Coleby.

## Trayectoria
El pívot bahameño se formó como jugador en Estados Unidos, más concretamente en Odessa College durante la temporada 2009–10, antes de ingresar en el Daytona State College de Daytona Beach en Florida en el que jugaría durante otra temporada. En 2011, ingresa en la Universidad de Luisiana-Lafayette, situada en Lafayette, Luisiana, donde jugaría durante la temporada 2011–12 la NCAA con los Louisiana Ragin' Cajuns. 
Tras una temporada en blanco, en 2013 ingresa en la Universidad Estatal de Wichita, situada en Wichita, Kansas, donde jugaría durante la temporada 2013–14 la NCAA con los Wichita State Shockers.  
Tras no ser drafteado en 2014, firma por el Al-Fateh de la liga saudí de baloncesto.
En la temporada 2014-15, firma por el Manama Club de la liga de baloncesto de Baréin. Tras una temporada en el Al-Muharraq SC del mismo país, en 2016 regresa al Manama Club para disputar la temporada 2016-17.
En 2017, firma por el Akita Northern Happinets de la B2.League japonesa. Tras lograr el ascenso a la B.League, jugaría con el Akita Northern Happinets las siguientes cuatro temporadas en la primera división japonesa, con el promedió siempre por encima de los 10 puntos y 8 rebotes por partido.
El 4 de marzo de 2023, firma por el Club Baloncesto Lucentum Alicante de la liga LEB Oro de España,

## Internacional
Es internacional con la Selección de baloncesto de Bahamas con la que debutó en el Centrobasket 2012. Más tarde, en 2019 y 2023 disputó la clasificación para el Campeonato FIBA Américas.